# Cathédrale Sainte-Thérèse de Djouba
Pour les articles homonymes, voir Cathédrale Sainte-Thérèse.
La cathédrale Sainte-Thérèse, située dans le quartier de Kator à Djouba, capitale du Soudan du Sud, est le siège de l'archevêque de l'archidiocèse de Djouba.